# Copa Héctor Gómez 1936
Copa Héctor Gómez 1935 là giải đấu giao hữu giữa hai đội tuyển Argentina và Uruguay. Đây là lần thứ hai giải đấu được tổ chức. Chủ nhà là Uruguay.
Sau 90 phút thi đấu, Uruguay là nhà vô địch, đánh bại Argentina với tỷ số 2-1. Đây là chức vô địch đầu tiên của Uruguay.

## Địa điểm
| MontevideoCopa Héctor Gómez 1936 (Uruguay) | Montevideo                                      |
| MontevideoCopa Héctor Gómez 1936 (Uruguay) | Sân vận động Centernario                        |
| MontevideoCopa Héctor Gómez 1936 (Uruguay) | 34°53′40,38″N 56°9′10,08″T / 34,88333°N 56,15°T |
| MontevideoCopa Héctor Gómez 1936 (Uruguay) | Sức chứa: 90.000                                |

## Kết quả
| Uruguay | 2-1 | Argentina |
| ------- | --- | --------- |
|         |     |           |